# Copa Canadá
La Copa Canadá era una copa de fútbol amistosa que se disputó en dos ocasiones; la primera en 1995 y la segunda en 1999. La versión de 1995 contó con la participación de las selecciones nacionales de fútbol de Canadá, Chile e Irlanda del Norte, resultando vencedor Chile. La versión de 1999 contó con la participación de las selecciones nacionales de fútbol de Canadá Sub-23, Ecuador, Guatemala e Irán, resultando vencedora la escuadra de Ecuador.
También se la conoce como "Maple Cup"

## Lista de campeones por año
| Año          | 1º Lugar | 2º Lugar | 3º Lugar          | 4º Lugar         |
| ------------ | -------- | -------- | ----------------- | ---------------- |
| 1995 Detalle | Chile    | Canadá   | Irlanda del Norte | no hubo 4° lugar |
| 1999 Detalle | Ecuador  | Irán     | Canadá Sub-23     | Guatemala        |

## Palmarés
| Títulos | País    | Años |
| ------- | ------- | ---- |
| 1       | Chile   | 1995 |
| 1       | Ecuador | 1999 |